# Northern Trust
Northern Trust Corporation er en amerikansk bankkoncern med hovedkvarter i Chicago, Illinois. De er målrettet virksomheder, institutionelle investorer og velhavere. Per 30. juni 2022 havde de aktiver under forvaltning for 1,7 billioner USD. Northern Trust Corporation er registreret i Delaware.
De har kontorer i 20 amerikanske delstater og i 23 lande.
Northern Trust blev etableret i 1889 af Byron Laflin Smith i Chicago.